# Château de Rochechinard
 (janvier 2025).
Le château de Rochechinard est situé sur les contreforts ouest du massif du Vercors, à Rochechinard dans la Drôme.

## Localisation
Le château occupe une étroite et abrupte plate-forme rocheuse à 600 mètres d’altitude, dominant le village de Rochechinard composé de quelques maisons bâties presque en fond de vallée. 

## Historique
Le site fut probablement occupé dès le XIIe siècle par une rocca possédée par la famille des seigneurs du Royans. D'ailleurs, une famille nommée Rochehinard est mentionnée dans une charte du monastère de Léoncel.
Durant cette période, le château n’est probablement qu’une modeste rocca, caractérisée par la présence d’une tour, d’une aula, d’une chapelle castrale dédiée à saint Georges et d’un bâtiment annexe matérialisé par une grande case-encoche. Ces bâtiments occupent la partie terminale de l’éperon, protégée par un profond fossé taillé dans la roche et par un mur de plus de 2 mètres d’épaisseur.

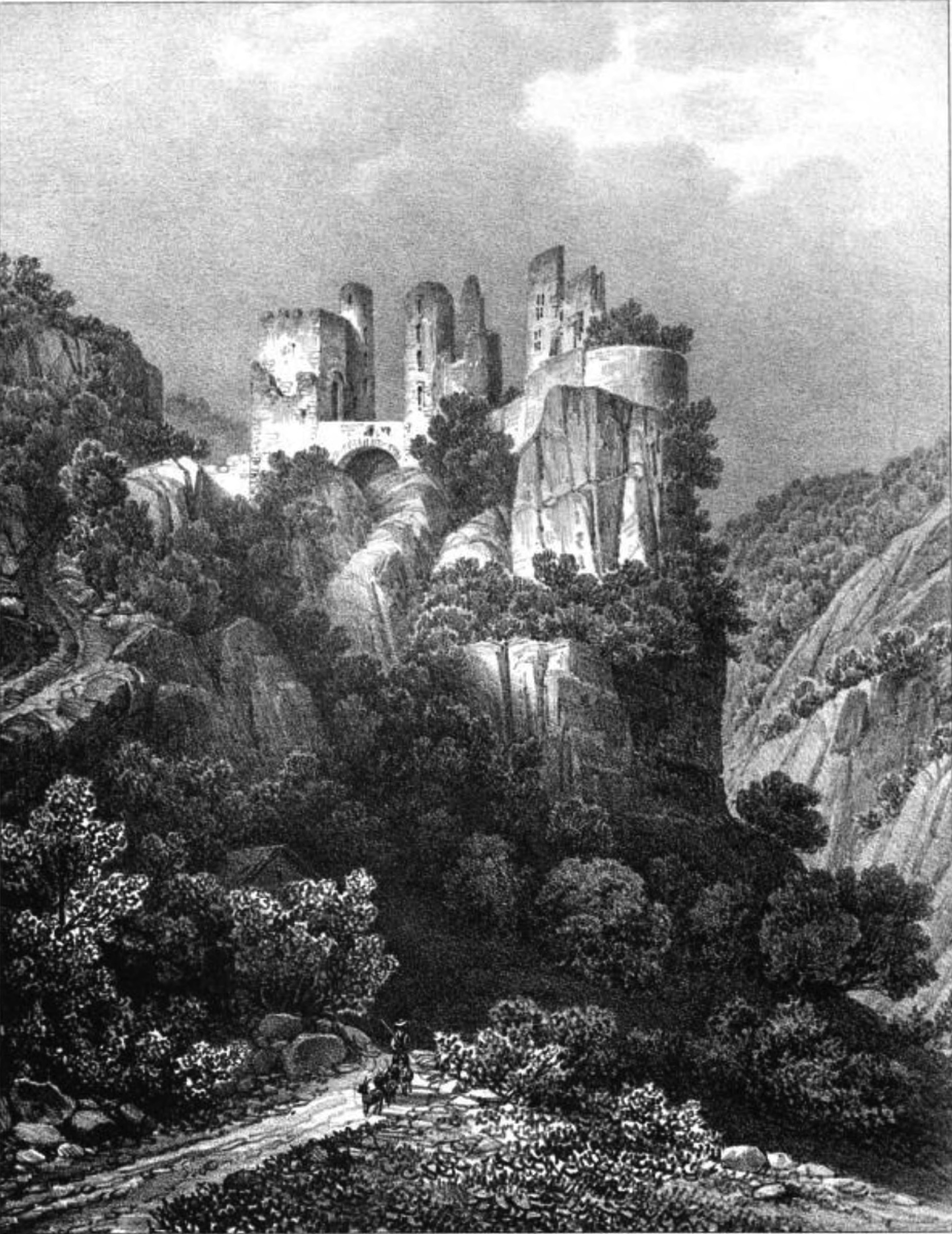
Le château de Rochechinard illustré par Alexandre Debelle (1805-1897).

Vers 1480-1490, une campagne de travaux est engagée par la famille Alleman, transfigurant le site. Elle voit l’érection quasi simultanée d’au moins trois bâtiments : une tour à canon ouverte à la gorge et flanquée d’une barbacane souricière, une tour circulaire percée de canonnières et de baies à coussièges, et un vaste logis. Cette uniformité se manifeste par l’usage d’un décor de pierres à bossages pour les chaînes d’angles et les piédroits des baies. Érigé hors de tout contexte militaire, ce « nouveau » château est avant tout l’emblème d’un lignage, celui des Alleman, qui y multiplie les marques identitaires (écus en chanfrein, motif de bâton écoté). À cette occasion la famille prend le nom de Allaman de Rochechinard.
Le secteur défensif multiplie les obstacles. La tour à canon constitue le premier : assisée à même le rocher, avec des murs de 3 mètres, elle n’offre que des angles saillants à un éventuel tir adverse. Ses onze canonnières à double ébrasement assurent une défense en tir rasant ou plongeant. Le flanquement rapproché est assuré par une échauguette et une plate-forme sommitale crénelée. En contrebas, le secteur d’entrée est défendu par une porte de chêne, un pont-levis, une canonnière et une échauguette. Passé cette petite barbacane, une seconde porte donne accès à une cour en forte pente franchissable grâce à un dispositif mobile. La tour centrale, appelée « donjon » au XVIIe siècle, complète la défense par huit canonnières, orientées vers la cour, la barbacane ou l’intérieur de la tour à canon.
Ce « donjon » sert d’interface entre secteurs de défense et de résidence. Il est construit sur le point le plus bas du site, dans l’ancien fossé, mais s’élève à plus de 17 mètres avec ses cinq niveaux. Son sous-sol est occupé par une vaste citerne, et un bâtiment annexe accolé abrite le four à pain.
Le corps de logis encore en élévation au nord ne représente sans doute qu'un quart des constructions qui utilisaient les structures antérieures. On notera le confort de ce secteur, avec une cuisine au rez-de-chaussée, des latrines pour chaque étage, et des cheminées dans chaque pièce.
Aux XVIe et XVIIe siècles, les Mosnier réalisent les dernières transformations du site, avec la construction d’une galerie à l’italienne et plusieurs réaménagements internes. Les derniers travaux ont lieu en 1699 avec la réfection générale des toitures. Mais le site est totalement délaissé au début du XVIIIe siècle et en 1764 il est déjà inoccupé et en ruine. Au XIXe siècle le château, rendu aux éléments, suscite l’enthousiasme des peintres et poètes romantiques (E. Thuillier, D. Rahoult, Alexandre Debelle, V. Arnaud, A. Souchier, etc.). Comme beaucoup de châteaux, il sert au XIXe siècle de carrière de pierre et l’on retrouve de nombreux réemplois dans les maisons de la commune.
Le château, la tour, le donjon et le site archéologique ont été inscrits monument historique le 6 septembre 1994.

## Description
Le château se compose de trois blocs, dont chacun a une date de construction différente et une fonction bien attribuée :
- un logis, éloigné de l'entrée, avec cuisine, fenêtre à meneau, tour-escalier et une vue sur le massif du Vercors ;
- une tour d'artillerie « moderne », proche de l'entrée, avec d'imposantes canonnières ;
- enfin, une tour médiane pour la défense rapprochée.